# Distretto di Samdrup Jongkhar
Samdrup Jongkhar è uno dei 20 distretti (dzongkhag) che costituiscono il Bhutan. Il distretto appartiene al dzongdey orientale.

## Municipalità
Il distretto consta di undici gewog (raggruppamenti di villaggi):
- gewog di Dewathang
- gewog di Gomdar
- gewog di Langchenphu
- gewog di Lauri
- gewog di Martshala
- gewog di Orong
- gewog di Pemathang
- gewog di Phuntshothang
- gewog di Samrang
- gewog di Serthi
- gewog di Wangphu